# Троль 2
«Троль 2» (англ. Troll 2) — майбутній норвезький фільм про монстрів, режисером якого виступив Роар Утеуґ. Стрічка є продовженням фільму «Троль» і вийде на Netflix 1 грудня 2025 року. Фільмування проходили в Норвегії та Будапешті. «Троль 2» — найбільша кіновиробнича подія в історії Північної Європи.

## Акторський склад
- Іне Маріє Вільманн — Нора[4][5]
- Кім С. Фальк-Йорґенсен — Андреас Ісаксен[4][5][6]
- Мадс Сьоґорд Петтерсен — капітан Крістофер «Кріса» Гольм[4][5]
- Сара Хорамі[6]
- Йон Кетіл Йонсен[6]
- Гард Б. Ейдсвольд[6]
- Аксель Алмаас[6]
- Тронд Маґнум[6]

## Виробництво
Режисером фільму став Роар Утгауг, сценарій написав Еспен Оукан, а продюсерами виступили Еспен Хорн і Крістіан Странд Сінкеруд (Motion Blur). Зйомки проходили в Тронгеймі, Марідалені, Ютунгеймені та Будапешті. За словами Оукана, знімання частково перенесли до Угорщини через складнощі з пошуком відповідних локацій у Норвегії. Перший тизер-кліп з’явився в січні 2025 року, а офіційний тизер-трейлер — у червні.

## Вихід
Прем’єра «Троль 2» запланована на 1 грудня 2025 року на Netflix.